# Фердинанд Манлихер
Фердинанд Манлихер (на немски: Ferdinand Karl Adolf Josef, Ritter von Mannlicher) е австрийски инженер, конструктор на автоматичен пистолет и винтовка.

## Биография
Фердинанд Манлихер е роден на 30 януари 1848 г. в Майнц, в семейството на военния служител Йозеф Манлихер и съпругата му Албертина Хааке. По бащина линия е наследник на стар род, произхождащ от Брюкс (Brüx), Бохемия. През 1857 г. семейството се мести във Виена, където Фердинанд завършва инженерство във Висшето техническо училище. За известно време работи в Südbahngesellschaft (Южна железопътна компания) и Nordbahngesellschaft (Северна железопътна компания) в системата на австрийските железници. През 1886 под влиянието на Йозеф Венрдл, с когото си сътрудничи от 1875 г. в разработването на различни оръжейни системи, започва работа като оръжеен конструктор във фирмата Österreichische Waffenfabrik AG (OEWG), където остава до края на живота си.
Фердинанд Манлихер създава редица оръжейни системи (винтовки и пистолети) и нововъведения в огнестрелните оръжия, едно от които е пачката за патрони. Оръжията му са на въоръжение в Австро-Унгария, Германия, Италия, Румъния, Португалия, Швейцария, България, Холандия и Франция (като карабина Berthier), Гърция (Mannlicher-Schonauer 1903\14 с барабанен пълнител) и др., а неговата карабина М 1895 е едно от най-дълго използваните на въоръжение оръжия в света.
През 1887 г. Манлихер е награден с Ордена на Желязната корона III клас, а през 1892 г. е удостоен с рицарско звание (Ritter von, Ритер фон) и става пожизнен член на Горната камара на Австрийския парламент. Носител е и на пруския Орден на Короната, на италианския Орден на Желязната корона и на Ордена на Почетния легион.
Манлихер се жени на 21 май 1892 за Сесилия Мартин, от която има две дъщери-близначки: Сесилия и Албертина. Умира на 20 януари 1904 г. във Виена след кратко боледуване.